# Boxe nos Jogos Pan-Americanos de 2019 - Peso meio-pesado
A categoria até 81 kg ou meio-pesado do boxe nos Jogos Pan-Americanos de 2019, foi disputada entre 27 e 1 de agosto na Villa Desportiva Regional de Callao, no Coliseu Miguel Grau.

## Calendário
Horário local (UTC-5).
| Data        | Horário | Fase             |
| ----------- | ------- | ---------------- |
| 27 de julho | 14:00   | Quartas-de-final |
| 30 de julho | 13:00   | Semifinal        |
| 1 de agosto | 19:00   | Final            |

## Medalhistas
| Ouro   | CUB Julio César La Cruz             |
| Prata  | BRA Keno Machado                    |
| Bronze | VEN Nalek Korbaj MEX Rogelio Romero |

## Resultados
Os resultados foram os seguintes. 

### Chave
|  | Quartas de final    | Quartas de final    | Quartas de final |  |  | Semifinal               | Semifinal               | Semifinal        |   |                         | Final                   | Final | Final |
|  |                     |                     |                  |  |  |                         |                         |                  |   |                         |                         |       |       |
|  |                     |                     |                  |  |  |                         |                         |                  |   |                         |                         |       |       |
|  |                     |                     |                  |  |  | CUB Julio César La Cruz | CUB Julio César La Cruz | 5                |   |                         |                         |       |       |
|  | VEN Nalek Korbaj    | VEN Nalek Korbaj    | RSC              |  |  | VEN Nalek Korbaj        | VEN Nalek Korbaj        | 0                |   |                         |                         |       |       |
|  | DOM Luis Georges    | DOM Luis Georges    |                  |  |  |                         |                         |                  |   | CUB Julio César La Cruz | CUB Julio César La Cruz | 5     |       |
|  | BRA Keno Machado    | BRA Keno Machado    | 5                |  |  |                         | BRA Keno Machado        | BRA Keno Machado | 0 |                         |                         |       |       |
|  | CAN Harley O'Reilly | CAN Harley O'Reilly | 0                |  |  | BRA Keno Machado        | BRA Keno Machado        | 5                |   |                         |                         |       |       |
|  |                     |                     |                  |  |  | MEX Rogelio Romero      | MEX Rogelio Romero      | 0                |   |                         |                         |       |       |
|  |                     |                     |                  |  |  |                         |                         |                  |   |                         |                         |       |       |
|  |                     |                     |                  |  |  |                         |                         |                  |   |                         |                         |       |       |
|  |                     |                     |                  |  |  |                         |                         |                  |   |                         |                         |       |       |